# Rafael Procópio
Rafael Rodrigues Procópio (Rio de Janeiro, 22 de junho de 1983), é um professor de matemática amplamente conhecido em decorrência de seu canal de ensino no YouTube, o Matemática Rio, criado em 25 de março de 2010, e que em 2020 atingiu a marca de 1,82 milhões de assinantes e mais de 130 milhões de visualizações.

## Biografia
Rafael Procópio, de família pobre, cresceu em uma favela do Rio de Janeiro e, durante parte da infância, viveu na Amazônia com seu pai, um soldado da aeronáutica que transferiu-se para lá. Em 2005, fez licenciatura em matemática pela Universidade Gama Filho. Rafael trabalhou como professor da rede pública e, com isso, teve a ideia de criar um canal no YouTube onde publicaria aulas de matemática. Com os vídeos do YouTube, tornou-se conhecido e foi um dos pioneiros do "YouTube Edu".
Com o reconhecimento obtido na plataforma, em 2016, participou de uma reunião com educadores digitais de diversas partes do mundo convocada pelo Papa Francisco. E, em 2018, foi finalista, na categoria "Educação", do Prêmio Influenciadores Digitais.

## Livros
- Sou Péssimo em Matemática (Harper-Collins Brasil: 2019)